# Рылово (Владимирская область)
Рылово — деревня в Собинском районе Владимирской области России. Входит в состав Асерховского сельского поселения.

## География
Деревня расположена в 9 км на северо-запад от центра поселения посёлка Асерхово, в 9 км на восток от райцентра Собинки.

## История
В конце XIX — начале XX века деревня входила в состав Воршинской волости Владимирского уезда, с 1926 года — в составе Собинской волости. В 1859 году в деревне числилось 15 дворов, в 1905 году — 17 дворов, в 1926 году — 17 хозяйств.
С 1929 года деревня входила в состав Кадыевского сельсовета Собинского района, с 1965 года — в составе Вышмановского сельсовета, с 2005 года входит в состав Асерховского сельского поселения.

## Население
| 1859 | 1905 | 1926 |
| ---- | ---- | ---- |
| 105  | 93   | 78   |

| 1859 | 1905 | 1926 | 2002 | 2010 | 2021 |
| ---- | ---- | ---- | ---- | ---- | ---- |
| 105  | ↘93  | ↘78  | ↘10  | ↘5   | ↗7   |

## Инфраструктура
Личное подсобное хозяйство с зоной сельскохозяйственного использования, индивидуальная застройка усадебного типа.

## Транспорт
Деревня доступна автотранспортом через подъездную дорогу с автодороги
17Н-10.